# Donja Ržanica
Donja Ržanica este un sat din comuna Berane, Muntenegru. Conform datelor de la recensământul din 2003, localitatea are 810 locuitori (la recensământul din 1991 erau 841 de locuitori).

## Demografie
În satul Donja Ržanica locuiesc 601 persoane adulte, iar vârsta medie a populației este de 36,8 de ani (35,5 la bărbați și 38,2 la femei). În localitate sunt 210 gospodării, iar numărul mediu de membri în gospodărie este de 3,86.
Această localitate este populată majoritar de sârbi (conform recensământului din 2003)
|  |

| Demografie | Demografie | Demografie |
| An         | Locuitori  | Locuitori  |
| ---------- | ---------- | ---------- |
|            |            |            |
|            |            |            |
|            |            |            |
|            |            |            |
| 1948       | 833        |            |
| 1953       | 846        |            |
| 1961       | 859        |            |
| 1971       | 936        |            |
| 1981       | 865        |            |
| 1991       | 841        | 804        |
| 2003       | 829        | 810        |

| \| Componența etnică conform recensământului din 2003[2] \| Componența etnică conform recensământului din 2003[2] \| Componența etnică conform recensământului din 2003[2] \| Componența etnică conform recensământului din 2003[2] \| Componența etnică conform recensământului din 2003[2] \| \| ----------------------------------------------------- \| ----------------------------------------------------- \| ----------------------------------------------------- \| ----------------------------------------------------- \| ----------------------------------------------------- \| \| \| \| \| \| \| \| Sârbi \| Sârbi \| \| 532 \| 65,67% \| \| Muntenegreni \| Muntenegreni \| \| 246 \| 30,37% \| \| Croați \| Croați \| \| 3 \| 0,37% \| \| Iugoslavi \| Iugoslavi \| \| 1 \| 0,12% \| \| necunoscută \| necunoscută \| \| 3 \| 0,37% \| |              |  |     |        |
| Componența etnică conform recensământului din 2003 |              |  |     |        |
| |              |  |     |        |
| Sârbi | Sârbi        |  | 532 | 65,67% |
| Muntenegreni | Muntenegreni |  | 246 | 30,37% |
| Croați | Croați       |  | 3   | 0,37%  |
| Iugoslavi | Iugoslavi    |  | 1   | 0,12%  |
| necunoscută | necunoscută  |  | 3   | 0,37%  |